# 베를린 브란덴부르거 토어역
베를린 브란덴부르거 토어역(Bahnhof Berlin Brandenburger Tor)역은 베를린 미테구 미테에 있는 베를린 남북 S반선 및 베를린 U5의 철도역이다. 운터덴린덴 서쪽 끝의 브란덴부르크 문 바로 앞에 위치해 있다. 1936년부터 2009년까지는 운터 덴 린덴(Unter den Linden)역으로 불렸으며, 2009년 8월 8일 U55 지하철역 개통 당시에 개명되었다.

## S반
1936년 7월 27일 베를린 남북 S반선의 중간 종착역인 운터 덴 린덴역으로 개업했다. 개업 다음 날부터 정규 운행이 시작되었으며, 남쪽의 포츠다머 플라츠역 방면으로는 공사 중이었던 1935년 8월 20일 공사 현장에서 50 m 아래로 땅꺼짐이 발생하면서 19명이 사망하여 공사가 지연되었기 때문에 3년 후에 열차가 운행하기 시작했다. 개통 당시 역명이었던 운터 덴 린덴에 따라서 역사 주요 색상으로 보리수나무의 녹색이 선정되었다. S반 건설 당시부터 역 북쪽 아래로 지하철 건설용 부지가 예약되어 있었다. 대합실 위로는 남북 방향으로 각각 중간 대합실을 통해서 출구와 이어진다. 중간 종착역으로 영업을 시작했기 때문에 서쪽 승강장에는 건넘선이 설치되어 있었고, 향후 본선으로 사용할 선로를 임시 인상선으로 사용했다. 전기 기계식 신호소 Ulu가 설치되어 있었다. 남북 S반선 구간 노선 개통 이후 건넘선은 다시 철거되었다.
베를린 전투로 인하여 1945년 4월 21일에 영업이 중지되었다. 란트베어 운하의 폭파로 인하여 역과 터널이 직접적으로 침수되었기 때문에 재개통은 1947년 12월 2일이 되어서야 가능했다. 1949년에는 역 침수 피해 개보수공사를 위하여 영업이 잠시 중단되었다. 주독일 소련 대사관이 역 남동쪽 출입구 근처에 새로 건설되면서 출구가 폐쇄되었다.
베를린 장벽 건설 이후에는 전체 터널 구간이 서베를린 S반에 편입되면서 유령역이 되었다. 남북 S반선의 다른 역과는 다르게 역의 존재를 숨기기 위해서 출입구가 다시 매립되어 보도로 위장되었다. 1990년 9월 1일 북부 출입구가 다시 개방되면서 영업이 다시 시작되었고, 4주 후에는 남서부 출입구가 다시 개방되었다. 주독일 러시아 대사관 방면 출구는 1998년까지 폐쇄되어 있었다.
2009년 8월 8일 U55 지하철 노선이 개통되면서 역명이 브란덴부르거 토어로 변경되었다. U5 노선은 여기에서 더 연장되어 새로운 운터 덴 린덴역이 건설될 예정이었고, 이에 따른 혼란 방지 목적이었다. 건축유산으로 지정되어 있었기 때문에 구 역명판은 개명 직후에도 계속 설치되어 있었으나, 2009년 12월 중순이 되어서야 새로운 역명판이 위에 덮어씌워졌다.
2016년부터 1인 승무를 위한 ZAT-FM이 도입되었다.

## 도시 철도

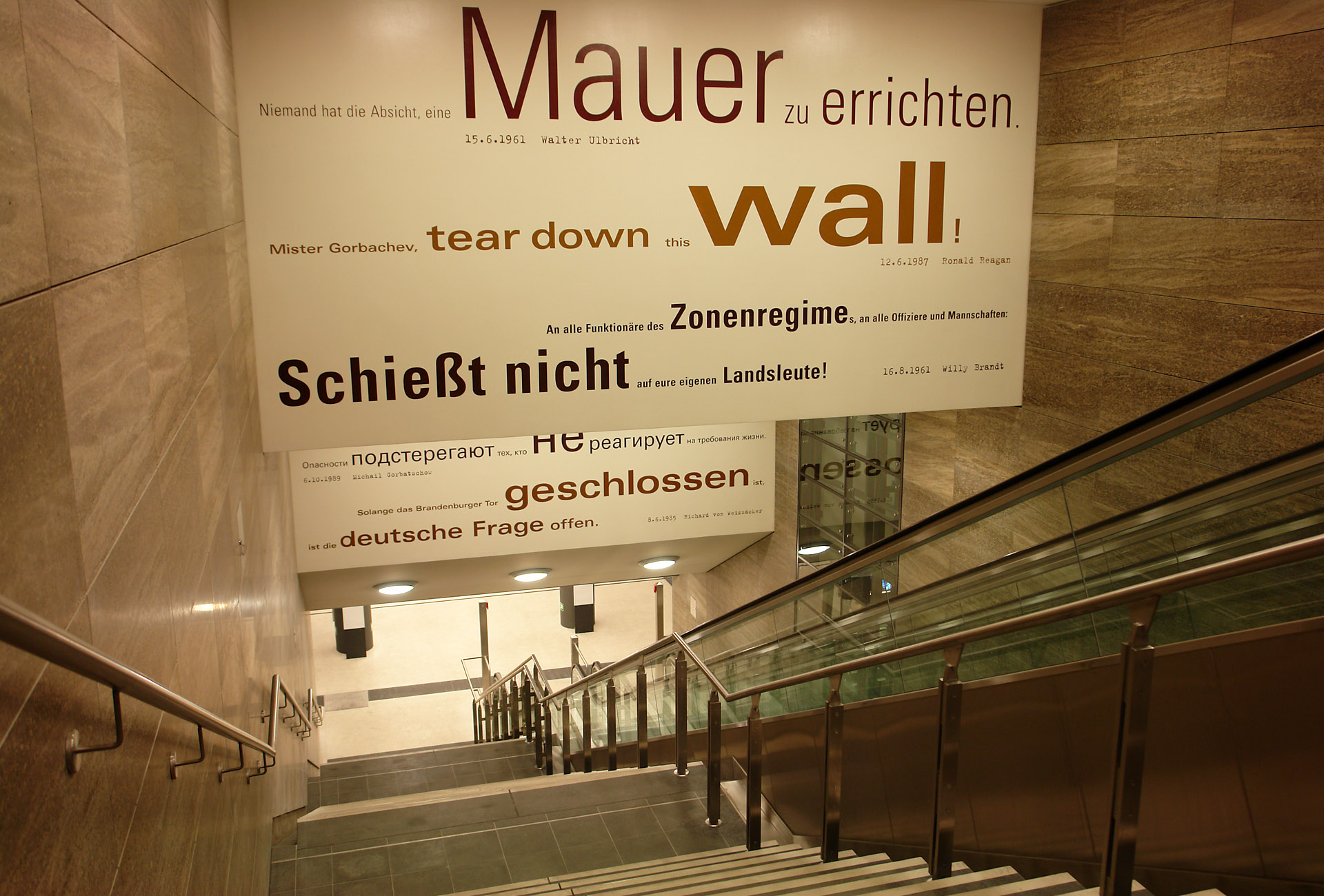
승강장으로 내려가는 계단부에 설치된 인용문

2006년 FIFA 월드컵 준비 과정으로 U55 노선이 월드컵 이전에 개통될 예정이었다. 지하수 수위 문제로 인하여 공사가 여러 번 지연되면서 2009년 8월 8일에 개통했다. 2020년 12월 4일에는 U5 노선의 중간 구간이 연결되면서 베를린 중앙역에서 회노역 전 구간이 연결되었다.
베를린의 재정 상태로 인하여 역 내부 디자인은 한동안 확정되지 않았다. 최종적으로 결정된 내부 디자인은 과거 수도로서의 역사를 기억하는 공간으로, 역 내부와 역 주변을 독일의 분단기를 상징하는 주제로 꾸몄다. 역사 설계는 Oestreich/Hentschel에서 담당했으며, 무연탄의 검은색을 주 색상으로 사용했고 강한 조명을 설치했다. 승강장 길이는 110 m이며 서쪽 끝에 엘리베이터가 설치되어 있다. 건설 후에도 지하수 문제로 인하여 역에 습기가 들어차는 일이 발생하여 2018년에는 보수 공사가 진행되었다.
S반과 U반 사이 지하 환승 통로는 역 서쪽으로 연결되어 있다.

## 인접 철도역
베를린 버스 100, N5번과 환승 가능하다.
| 베를린 S반                                   | 베를린 S반 | 베를린 S반                       |
| -------------------------------------------- | ---------- | -------------------------------- |
| 프리드리히슈트라세 오라니엔부르크 방면       | S1         | 포츠다머 플라츠 반제 방면        |
| 프리드리히슈트라세 베르나우 바이 베를린 방면 | S2         | 포츠다머 플라츠 블랑켄펠데 방면  |
| 프리드리히슈트라세 헤니히스도르프 방면       | S25        | 포츠다머 플라츠 텔토 슈타트 방면 |
| 프리드리히슈트라세 블랑켄부르크 방면         | S26        | 포츠다머 플라츠 텔토 슈타트 방면 |
| 베를린 지하철                                |            |                                  |
| 분데스타크 중앙역 방면                       | U5         | 운터 덴 린덴 회노 방면           |

## 같이 보기
- 운터 덴 린덴역